# Нургюл Салимова
Нургюл Салимова е българска шахматистка, европейска клубна и отборна шампионка при жените (2023) и втора за Световната купа по шах (2023).
През 2017 г. става шампионка на България по шахмат при жените и ФИДЕ майстор, а от 2019 г. е гросмайстор при жените. Тя е 3-та шахматистка в историята на българския шахмат, преминала границата 2400.

## Биография
Салимова е родена в с. Крепча, област Търговище на 2 юни 2003 г. Научава се да играе шах, когато е на 4-годишна възраст.
Шампионка е на България рекордните 10 пъти в различните възрастови групи. През 2011 г. в Албена спечелва Юношеското европейско първенство по шахмат при момичетата под 8 г. През 2015 г. в Порто Карас Салимова спечелва Юношеското световно първенство по шахмат при момичетата под 12 г. През 2015 г. печели и Юношеското първенство на Европейския съюз при момичетата под 12 г. През 2017 г. спечелва Първенството на България по шахмат при жените. Към май 2018 г. Салимова вече е спечелила Откритото първенство на Байон с блестящ резултат, който е и първата ѝ норма за титлата международен гросмайстор за мъже. По-късно покрива и нормите и за международен майстор за мъже. През юли 2018 г. играе в Пардубице, Чехия, където взема награда за най-добра жена в турнира. През декември играе в Задар, Хърватия, където успява да вдигне ЕЛО рейтинга си над 2400. Към началото на 2019 г. е на 57-о място в световната ранглиста сред жените и водачка в световната ранглиста сред девойките до 16 г. Нургюл Салимова успява да привлече огромно медийно внимание към себе си и шаха след като оглавява световната ранглиста при девойките до 16 г.
Според рейтинга на ФИДЕ към 3.9.2023 г. Салимова е класирана на 2-ро място в света за девойки и на 39-то за жени. 
На 21 август 2023 г. тя печели второ място на Световната купа по шахмат за жени в Баку, където отстъпва на Александра Горячкина (РФ).
На 9 октомври 2023 г. заема второ място на Европейското клубно първенство по шахмат-жени в Драч, Албания. 
На 20 ноември 2023 г. Салимова печели златен медал като победител на втора дъска в отбора на България на Европейското отборно първенство по шахмат за жени в Будва (Черна гора), Албания и става европейска шампионка с отбора. Отборът в който участва заедно с Антоанета Стефанова, Виктория Радева, Гергана Пейчева и Белослава Кръстева, след 7 победи, 2 равенства и нито една загуба спечелва първото място.
На 28.12.2023 г. Нургюл Салимова се класира четвърта в турнира на световното по ускорен шах в Самарканд, Узбекистан, като остава на 0,5 т. от медалите. 
На 29.12.2023 г. Нургюл Салимова,  която участва в световното първенство по блиц-шах,  в Самарканд, Узбекистан успява на първия ден от турнира да победи световната шампионка в класическия шахмат при жените Дзю Уъндзюн.
На 22 март 2024 година Нургюл Салимова завършва втора при жените на откритото първенство на Исландия в Рейквяйк, Исландия с актив от 6,5 точки. Победителката също е с 6,5 точки, но е с по-добри показатели. Салимова постига личен най-висок рейтинг - 2432 ЕЛО.
на 23 април 2024 година Нургюл Селимова завършва Турнира на претендентките, в Торонто, Канада с актив от 5,5 точки и споделено седмо място, с украинката Анна Музичук  Тя завършва с актив от една победа, девет ремита и четири загуби.
На 1 юни 2024 година в навечерието на 21 си рожден ден Нургюл Селимова става шахматиска номер 1 на България.В публикуваното  издание на класацията на FIDE за юни Салимова е на 33-то място при дамите с рекордния в кариерата си индивидуален коефициент ЕЛО 2436. В същото време Антоанета Стефанова отстъпи с цели 15 позиции и слезе до №40 в глобалното подреждане с личен рейтинг 2417.